# ジャイール・ジエゴ・アウヴェス・ジ・ブリトー
ジャジャ（Jajá）ことジャイール・ジエゴ・アウヴェス・ジ・ブリトー（ポルトガル語: Jair Diego Alves de Brito、2001年4月15日 - ）は、ブラジルのサッカー選手。ポジションはFW。

## クラブ歴
グレミオ・ノヴォリゾンチーノの下部組織からアトレチコ・パラナエンセの下部組織に期限付き移籍し、2020年にアトレチコ・パラナエンセのトップチームに完全移籍した。2020年1月23日に行われたカンピオナート・パラナエンセでペドリーニョに代わって途中出場し選手初出場。同月25日の試合で選手初得点を記録した。同年8月27日にはペドリーニョに代わって途中出場し、カンピオナート・ブラジレイロ・セリエA初出場を記録した。
2021年はカンピオナート・ブラジレイロ・セリエBのクルーベ・ジ・レガタス・ブラジルに期限付き移籍した。

## 家族
父のジャジャもサッカー選手。